# Ofo
L'ofo era una llengua siouan parlada pels ofos o mosopelea que van viure fins c. 1673 en l'actual vall de l'Ohio. Es traslladaren més avall del riu Mississipi a Mississipi, vora els natchez, i d'allí a Louisiana, assentant-se vora els tunica.
A vegades se sospitava que l'idioma ofo era muskogi. Però en 1908, l'antropòleg John Reed Swanton va descobrir una parlant anciana vivint entre el tunica que havia parlat ofo des de la infància. Va obtenir un vocabulari de la llengua, i es va establir ràpidament que en realitat es tractava d'una llengua sioux, i similar al biloxi.

## Fonologia
L'inventari és el següent:

### Consonants
La següent taula mostra les consonants ofo en notació IPA: 
|           |          | Labial | Dental | Palatal | Velar | Glotal |
| --------- | -------- | ------ | ------ | ------- | ----- | ------ |
| Oclusiva  | tenuis   | p      | t      | t͡ʃ      | k     |        |
| Oclusiva  | aspirada | pʰ     | tʰ     | t͡ʃʰ     | kʰ    |        |
| Fricativa | tènue    | f      | s      | ʃ       | x     | h      |
| Fricativa | aspirada | fʰ     | sʰ     |         |       |        |
| Sonorant  | Sonorant | w      | l      | j       |       |        |
| Sonorant  | Sonorant | b      | d      |         |       |        |
| Nasal     | Nasal    | m      | n      |         |       |        |

### Vocals
|         | Anterior    | Central     | Posterior   |
| ------- | ----------- | ----------- | ----------- |
| Alta    | i, iː ĩ, ĩː |             | u, uː ũ, ũː |
| Mitjana | e, eː       | ə           | o, oː       |
| Baixa   |             | a, aː ã, ãː |             |

Totes les vocals, inclosa /ə/, poden perdre la força.

## Morfologia
| "mí̃ti, mí̃*te" 'Jo, el meu' | "čí̃*ti" 'tu'            |
| "í̃*ti" 'ell'               | "á̃ti, á̃*ti" 'nosaltres' |